# Henri Paget
 (janvier 2023).
Si vous disposez d'ouvrages ou d'articles de référence ou si vous connaissez des sites web de qualité traitant du thème abordé ici, merci de compléter l'article en donnant les références utiles à sa vérifiabilité et en les liant à la section « Notes et références ».
Henri Paget est organiste . Il fut le titulaire de l'orgue de l'église Sainte-Jeanne-de-Chantal de Paris dans le 16e arrondissement jusqu'en 2019.

## Études
Il a travaillé l’orgue avec Pierre Cochereau puis avec Michel Chapuis au Conservatoire de Strasbourg où il obtint le premier prix d’orgue. Il poursuivit ses études musicales au Conservatoire national de Paris où il obtint les premiers prix d’harmonie, de contrepoint et de fugue.

## Enseignement et Concerts
Il a enseigné à l'Institut de musique liturgique de l'Institut Catholique de Paris, et il enseigne aujourd'hui  à la Schola Cantorum de Paris. Il a donné de nombreux concerts à Paris (Notre Dame, La Madeleine, St Antoine des Quinze Vingt, St Séverin, St Étienne du Mont…), en France, en Allemagne, en Suisse, en Belgique ainsi qu’aux États-Unis (New York : St Patrick, St Thomas…), Washington (National Cathédral), et au Canada (Festival d’orgue de Christ Church de Vancouver).

## Compositions
Son œuvre comprend un important corpus de chants liturgiques, écrit en collaboration avec le père Jean-Marie Lustiger (1926-2007), alors curé de l'église Sainte-Jeanne-de-Chantal de Paris (jusqu'en 1979 et sa nomination comme évêque d'Orléans), Veilleur où en est la nuit, CD du label S.E.L. Avec lui il renouvellera également l'instrument en confiant la maîtrise d'ouvrage au grand facteur d'orgue Alfred Kern avec le concours de l’artiste Jean Touret. Il a également dirigé le chœur de Sainte-Jeanne de Chantal. 
Henri Paget est membre de l'Institut Jean-Marie Lustiger. Un colloque sur Jean-Marie Lustiger a permis de rendre sensible ce que fut cette époque 1969-1979 dans l’histoire des relations entre l'organiste et son curé. Un temps qui fut révélateur de sa manière de faire vivre une communauté croyante éduquée à la source des Écritures, dans une proposition liturgique née de l’élan de Vatican II. 
Il a également composé un Oratorio de Noël (1978) ainsi qu’une Passion selon saint Jean (2006), Les Sept Paroles du Christ pour baryton solo, chœur et orgue (2009), et une œuvre pour flûte et orgue, Licht (2006).